# El cruce (película)
El cruce (Andreaskorset) es una película  de Noruega, dirigida por Martin Asphaug en 2004, y protagonizada por Sverre Anker Ousdal, Trond Fausa Aurvag, Stine Hoel Varvin, Svante Martin, Harald Dal, Mats Mogeland.
El director Martin Asphaug (Mentiras letales), que hace un cameo como pasajero de un tren, presenta este thriller noruego salpicado con notas de humor y erotismo. Los experimentados Trond Fausa Aurvåg (Bloody Angels) y Svante Martin (Ramona) ayudan a la inexperta y casi debutante Stine Varvin (Universal Kjell) a mantener la intriga y la tensión durante toda la cinta.

## Sinopsis
Andreas tiene todo lo que un hombre puede desear: una maravillosa esposa, una casita en el campo y un trabajo bien remunerado. Cuando Andreas sufre un accidente y se queda inválido en una silla de ruedas, todo aquello por lo que vivía se desmorona. Entra en depresión debido a problemas de habilidad sexual, lo que provoca que su mujer le abandone en el momento más crítico de su vida. Un hombre mayor, Wagner, le ayuda a recuperar su autoestima y a rehacer su vida. Cuando la mujer de Andreas regresa, se empieza a sentir atraída por Wagner, formando así un peligroso triángulo amoroso que se transforma en un juego a vida o muerte. 